# Друга осінь
Друга осінь — щорічна науково-мистецька подія, що відбувається у Дрогобичі в листопаді, присвячена вшануванню пам'яті письменника й художника Бруно Шульца. Подія організовується з 2001 року Полоністичним науково-інформаційним центром ім. Ігоря Менька при Дрогобицькому університеті, у співпраці з Благодійним фондом «Музей та Фестиваль Бруно Шульца» та Товариством «Фестиваль Бруно Шульца» з Любліна.

## Історія й концепція
«Друга осінь» проводиться щороку в день роковин загибелі Бруно Шульца — 19 листопада, починаючи з 2001 року. Назва події походить від однойменного оповідання письменника, однак має також метафоричне значення: як символ «другого життя», відродження пам'яті про автора у просторі його рідного міста. Організатори наголошують на важливості не лише пам'яті як феномену минулого, а й «пам'ятання» як безперервного процесу.

## Структура й події
Проєкт зазвичай триває два дні (19–20 листопада) й охоплює літературні читання, презентації книжок, поетично-музичні перформанси, наукові конференції та екуменічні молитви.

### Екуменічнамолитва
Традиційним відкриттям «Другої осені» є екуменічна зустріч біля місця загибелі Бруно Шульца в Дрогобичі — алеї Пам'яті, де вшановують також полеглих захисників України. У молитві беруть участь духовні представники різних конфесій: юдейської, римо-католицької, греко-католицької та української православної.

### Літературно-мистецька програма
Серед подій 2024 року були:
- презентації книжок польських гуманітаристів — Ґжеґожа Ґаудена та Ярослава Курського[1]
- поетичні зустрічі Григорія Семенчука й Яцека Подсядло[1]
- виступ Аріеля Розе, чия поезія видана українською мовою[1]
- проєкт «Поріг чутності», де поезія Розстріляного відродження поєднана з сучасною музикою[1]
- дискусії про Дебору Фоґель, Зузанну Ґінчанку, Папушу — жінок-поеток, пов'язаних з трагічним єврейським досвідом у Східній Європі[1]

### Листопадові читання
У рамках заходу проходить конференція «Листопадові читання», де обговорюються теми травми, пам'яті, літератури та війни. Участь беруть науковці з Кракова, Варшави, Катовіц, Любліна, Ґданська, Брно.

### Музична програма
Відбулися виступи вокалістів Ельнари Алієвої та Даниїла Лисіна з Харкова, а також піаністки Олени Дмитрієвої з Дрогобича.

## Співорганізатори
З 2021 року співорганізатором виступає Краківський університет Комісії національної освіти. Серед інших партнерів — міста-побратими Дрогобича, польські культурні установи, а також ШульцФест — окремий міжнародний фестиваль, що проходить раз на два роки з 2004 року.

## Теми пам'яті й травми
У межах «Другої осені» важливим є переосмислення історичних трагедій — Голокосту, Другої світової війни, а також сучасної війни в Україні. За словами організаторів, катастрофи минулого перегукуються з нинішніми подіями, а поезія та мистецтво стають засобом глибшого осмислення й солідарності.